# Leucadendron argenteum
Леукадендрон срібний (Leucadendron argenteum) — 
зникаючий вид рослини родини Протейні (Proteaceae). В англійській мові має назву «срібне дерево» (англ. silver tree).

## Опис
Leucadendron argenteum — вічнозелене дерево, що досягає 5–7 м заввишки. Дерево прямостояче, з товстим прямим стовбуром та сірою корою. Листя м'яке, блискучо-сріблясте, 8-15 см завдовжки та 2 см завширшки. Плід — важка дерев'яниста шишка, що містить багато насіння.

## Поширення та середовище існування
Зростає навколо Столової гори у Південній Африці. Знаходиться в уразливому статусі за версією МСОП.

## Галерея

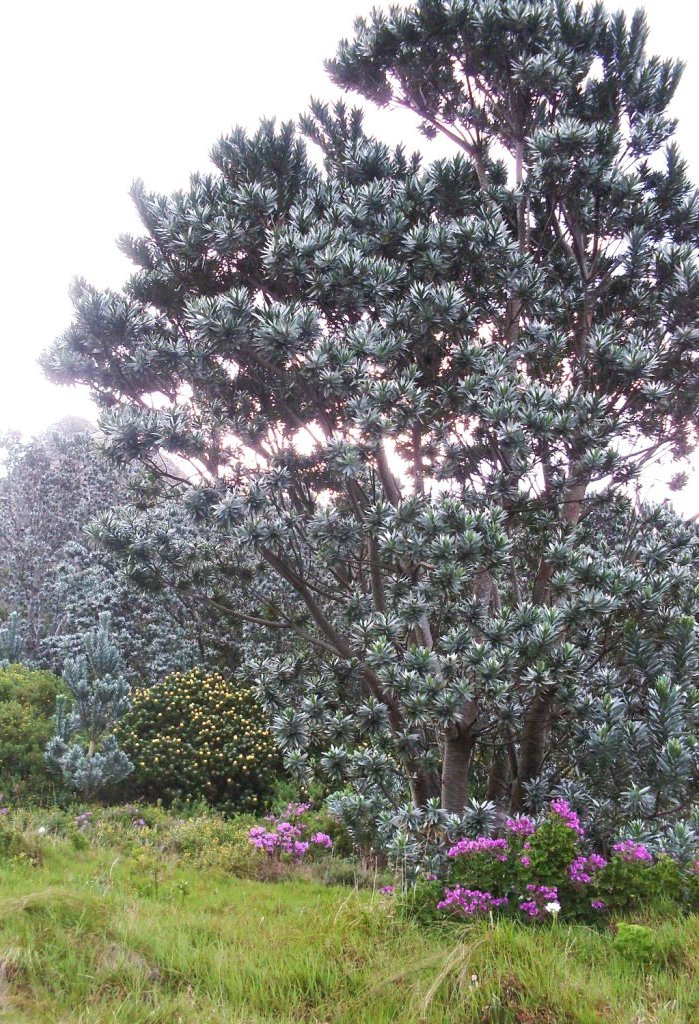
Доросла рослина
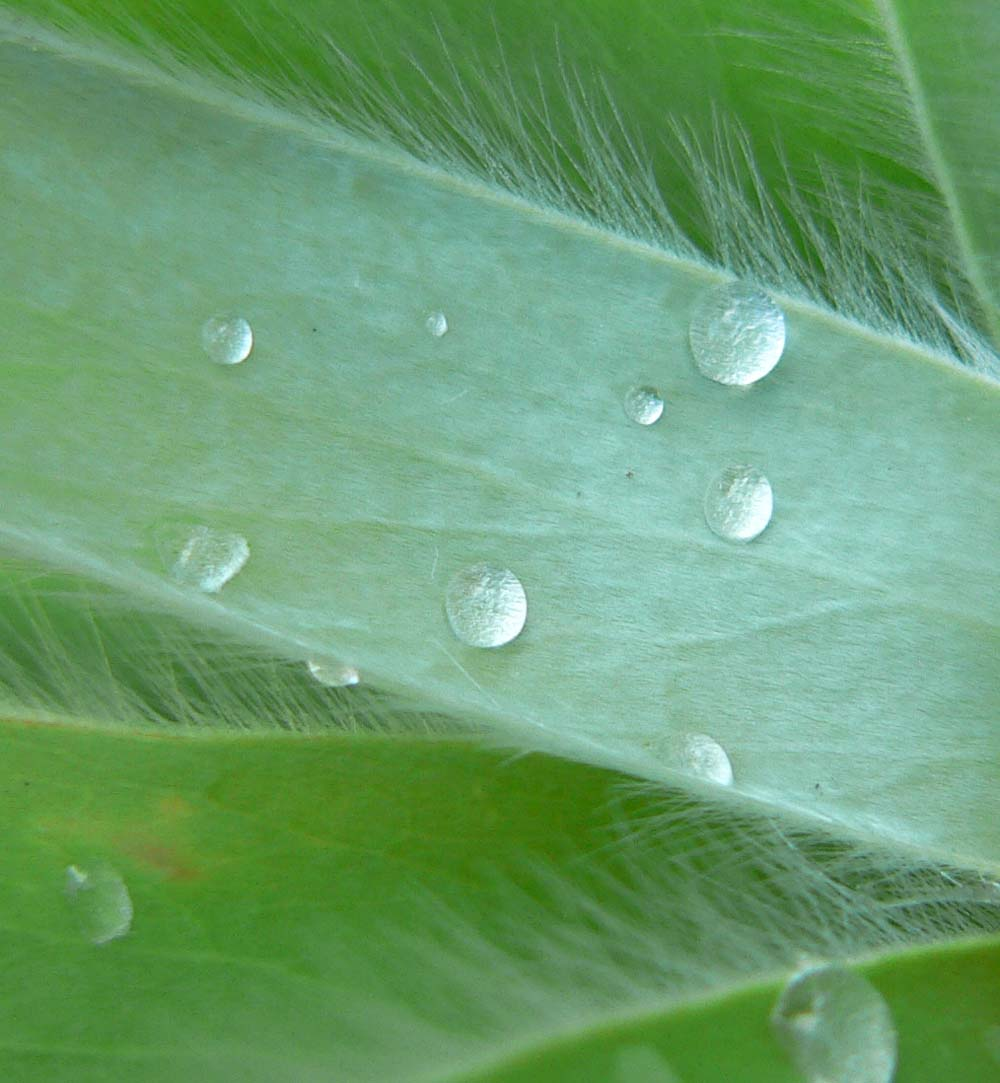
Листя
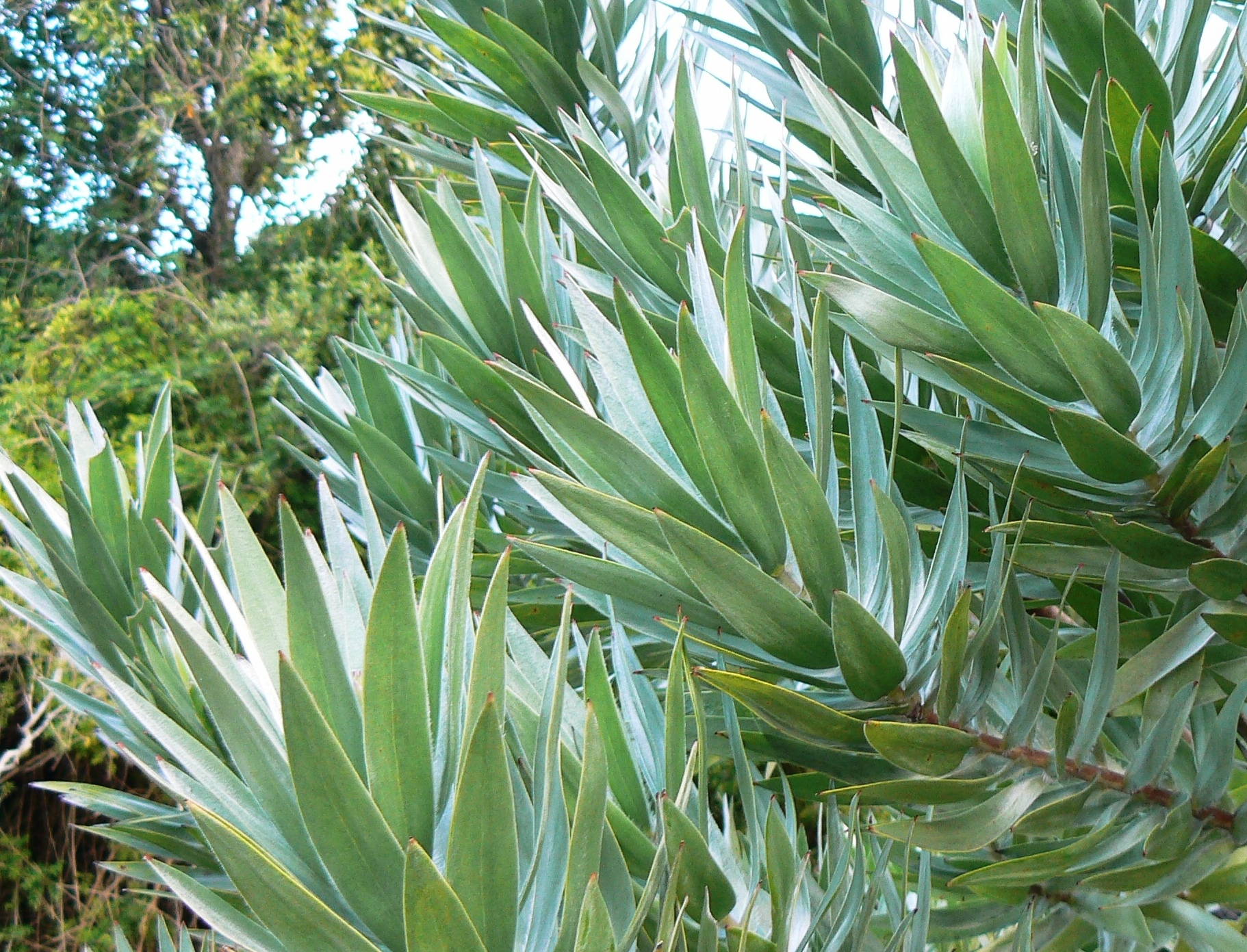
Листя
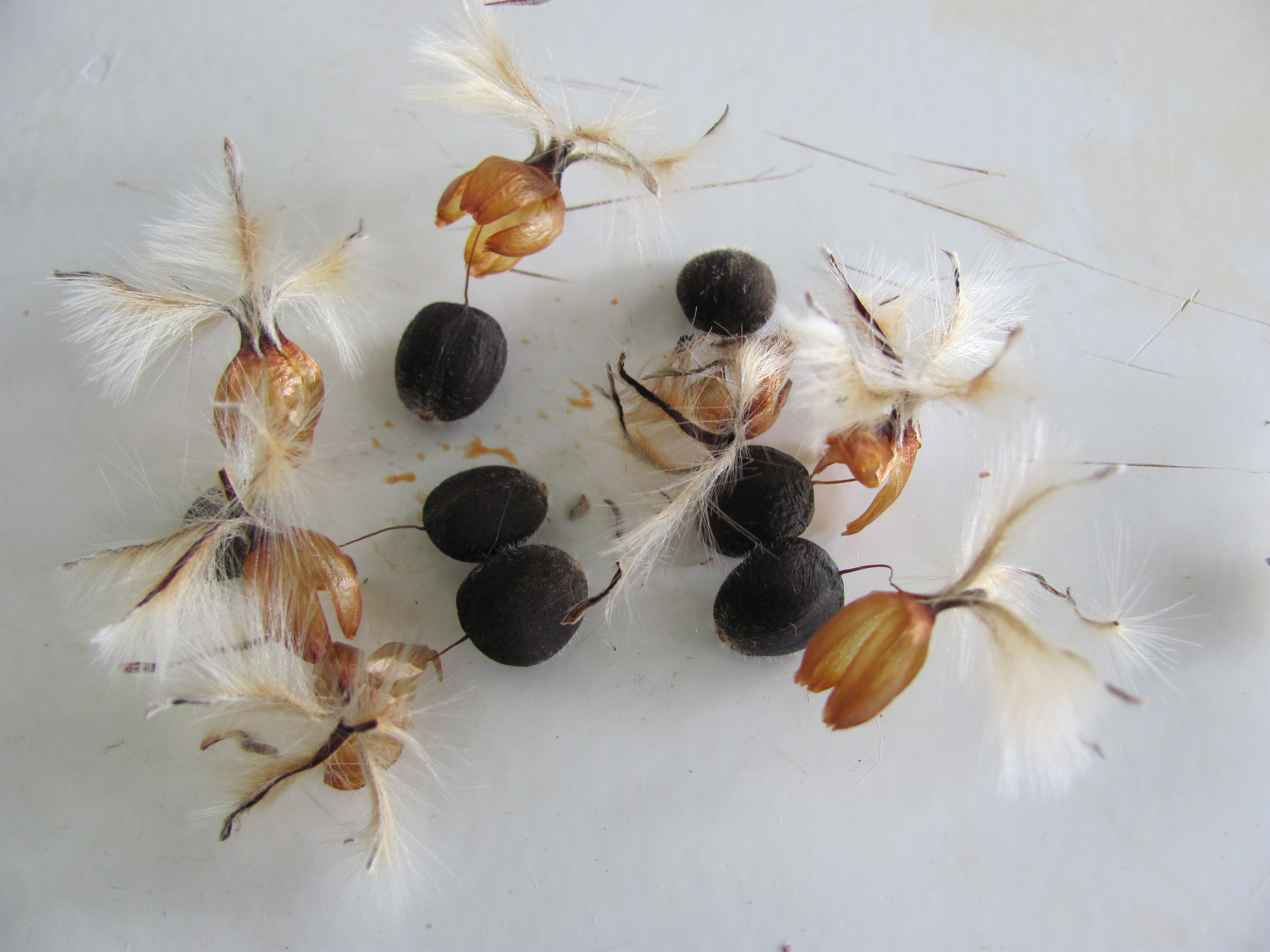
Насіння